# توم ثاكر (كرة سلة)
توم ثاكر (بالإنجليزية: Tom Thacker)‏ مواليد 2 نوفمبر 1939 في كوفينغتون، هو مدرب كرة سلة أمريكي ولاعب معتزل. بدأ مسيرته الاحترافية في سنة 1963. تم اختياره من قبل فريق سكرامنتو كينغز خلال الدرافت. يبلغ طوله 6 قدم 2 بوصة (1.9 م). اعتزل اللعب في 1971. فاز بلقب دوري إن بي إيه.

## المسيرة الاحترافية
لعب مع سكرامنتو كينغز من سنة 1963 إلى 1966، ثم لعب مع بوسطن سيلتكس في موسم 1967–1968، ثم لعب مع إنديانا بايسرز من سنة 1968 إلى 1971.

## روابط خارجية
- توم ثاكر على موقع إن بي أي (الإنجليزية)
- توم ثاكر على موقع سبورتس رفرنس (الإنجليزية)
- توم ثاكر على موقع كلية كرة السلة في سبورتس رفرنس.كوم (الإنجليزية)
- توم ثاكر على موقع ريلجم (الإنجليزية)
- توم ثاكر على موقع بروبوليرز (الإنجليزية)